# Patrick Sutter (Fussballspieler)
Patrick Sutter (* 18. Januar 1999 in St. Gallen) ist ein Schweizer Fussballspieler.

## Karriere
Sutter begann seine Laufbahn beim FC Rheineck, bevor er in die Jugend des FC St. Gallen wechselte. Zur Saison 2017/18 wurde er in das Kader der zweiten Mannschaft befördert. Bis Saisonende bestritt er 23 Partien in der viertklassigen 1. Liga, in denen er drei Tore erzielte. 2019/20 absolvierte er 14 Ligaspiele für die Reserve des FCSG, wobei er siebenmal traf. Im Januar 2019 schloss er sich auf Leihbasis dem FC Winterthur an, für den er bis zum Ende der Saison neunmal für die zweite Mannschaft in der 1. Liga zum Einsatz kam (zwei Tore). Nach Leihende wurde er zur folgenden Spielzeit 2019/20 an den Drittligisten SC Brühl St. Gallen verliehen. Bis zum Ende der Saison spielte er 13-mal in der Promotion League, wobei er einmal traf. Zur Saison 2020/21 kehrte er zum FC St. Gallen zurück und kam bis Saisonende zu elf Partien für die Reserve in der 1. Liga, in denen er zwei Tore erzielte. Zudem gab er am 24. April 2021, dem 31. Spieltag, beim 1:0 gegen den FC Vaduz sein Debüt für die Profis in der erstklassigen Super League, als er in der 85. Minute für Jérémy Guillemenot eingewechselt wurde. Bis zum Ende der Spielzeit bestritt er drei Spiele in der höchsten Schweizer Spielklasse. Im Juni 2021 unterschrieb er einen Profivertrag bis Sommer 2022 beim FCSG.
Im Sommer 2024 wechselte er zum Zweitligisten FC Stade Lausanne-Ouchy.